# Xiaomi Redmi Note 10 Pro
Xiaomi Redmi Note 10 Pro — смартфон компании Xiaomi. Являeтся преемником Xiaomi Redmi Note 9 Pro. Доступен в синем, чёрном и оранжевом цвете.
В 2023 году был выпущен смартфон Redmi Note 12 Pro (4G), который являлся копией Redmi Note 10 Pro но с обновлённым дизайном и увеличенной мощностью зарядного блока (с 33 до 67 Вт).

## Характеристики

### Корпус и экран
Корпус Redmi Note 10 Pro был оформлен довольно стандартно, но при этом не был лишён изюминки в виде осовремененного блока с камерами сзади, выполненного в ступенчатом виде. Этот ход превратил грубо выступающий прямоугольник в более сглаженное и уменьшенное в размерах «сооружение» из массы мелких деталей.

### Аппаратная платформа
В Redmi Note 10 Pro был установлен 8-ядерный процессор Qualcomm® Snapdragon™ 732G на базе двух ядер 6x Kyro 470 Silver и 2x Kyro 470 Gold, работающий на частоте до 2,3 ГГц и сделанный по технологии 8 нм. В качестве видеоускорителя использовался Adreno 618. Телефон выпускался в четырёх редакциях по размеру ОЗУ/хранилища, в ГБ — 6/64, 6/128, 8/128 и 8/256; имелась поддержка карт памяти до 512 ГБ. Смартфон работал на Android 11 с фирменной оболочкой MIUI 12,0 из коробки с обновлением до MIUI 14 Android 13. Обновление на Xiaomi Hyper OS официально не получил, и дальнейшее обновление устройства возможно было лишь неофициальной прошивкой через TWRP до Android 15. Поддерживается связи 4G LTE+ с попеременной работой двух Nano-SIM, а также Wi-Fi 802.11n, Wi-Fi Direct , Bluetooth 5.1 и разблокировка по лицу.

### Аккумулятор
В Redmi Note 10 Pro был установлен аккумулятор ёмкостью 5030 мА·ч с поддержкой быстрой 53-ваттной зарядки. При такой ёмкости смартфон мог проработать до двух дней без подзарядки. В режиме ожидания мог работать 25-30 дней.

## Камера
Основная камера Xiaomi Redmi Note 10 Pro включает в себя 4 модуля: 108-мегапиксельный широкоугольный сенсор Samsung HM2 (f/1.9) с двухпиксельным фазовым автофокусом, ультра широкоугольник на 8 МП (f/2.2) с обзором 118 градусов, объектив макро на 5 МП (f/2.4) с автофокусом и датчик глубины кадра 3 МП (f/2.4).
Для съёмок можно дополнительно использовать светодиодную вспышку и режимы панорамы и HDR. Запись видео поддерживается в разрешении 4K@30fps, 1080p@30/60fps.
Широкоугольная селфи-камера на 16 МП со светосилой 2,5 прекрасно справляется со своей задачей. На неё выходят отличные авто-портреты и видео-ролики с разрешением 1080p@30fps и 720p@120fps. В режимах есть панорама и другие возможности.

## Экран
В отличие от Redmi Note 9 Pro смартфон имеет выполненный по технологии AMOLED 6.67-дюймовый безрамочный дисплей устройства поддерживает разрешение 2400x1080 пикс. до 395 ppi и частоту обновления экрана до 120hz.
Экран может распознавать до 10 одновременных касаний.